# St. Bartholomäus (Hirzenach)

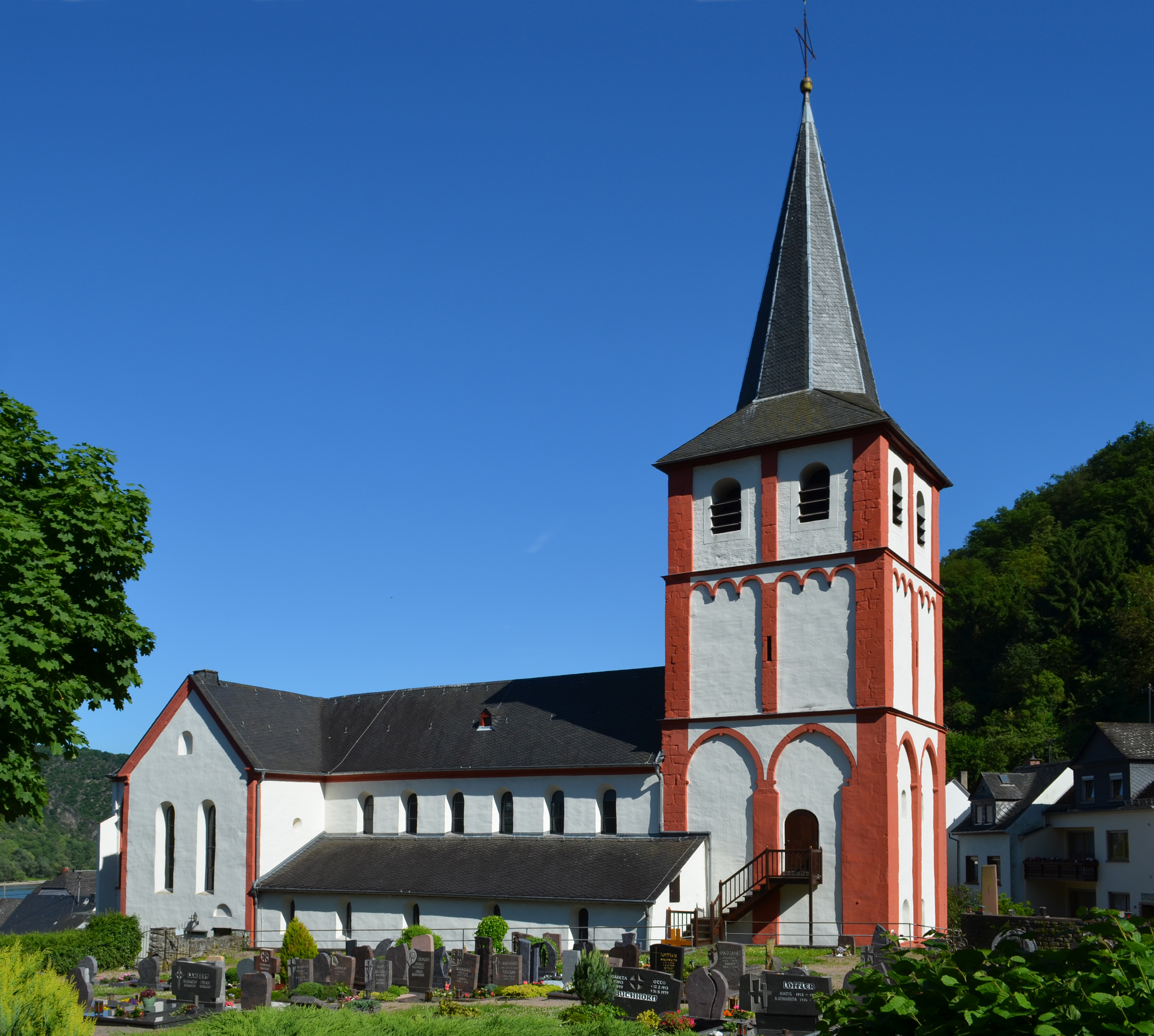
Ansicht der Kirche von Nordwesten

Die katholische Pfarrkirche St. Bartholomäus ist ein denkmalgeschütztes Kirchengebäude in Hirzenach, einem Ortsbezirk der Stadt Boppard. Sie war einmal die Propsteikirche St. Maria und Johannes Evangelist der ehemaligen Propstei Hirzenach.
Die in ihren Wurzeln romanische Pfeilerbasilika wurde sowohl in gotischer Zeit als auch im 19. Jahrhundert mehrfach umgestaltet. Durch eine Restaurierung Ende der 1960er Jahre erhielt sie ihr aber spätmittelalterliches Aussehen zurück. Seit das Kloster Anfang des 19. Jahrhunderts durch die französische Regierung aufgelöst wurde, dient der Bau als Pfarrkirche von Hirzenach.

## Geschichte

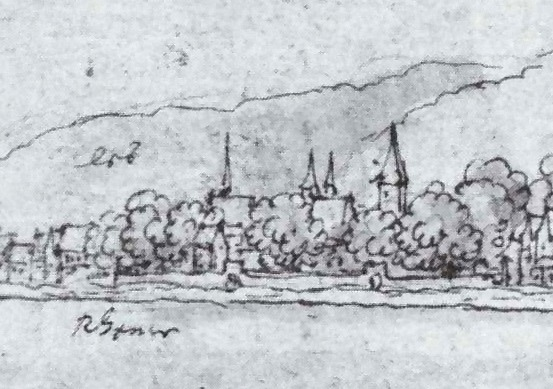
Die Hirzenacher Propstei auf einer Ortsansicht von Wenzel Hollar, 1636

Bald nach Gründung des Hirzenacher Benediktinerklosters um das Jahr 1100 wurde mit dem Bau einer Klosterkirche begonnen, die ihre Weihe vor 1114 durch den Trierer Erzbischof Bruno von Bretten erhalten haben soll. Im ersten Viertel des 12. Jahrhunderts entstand das Langhaus mit Vierung und einer halbrunden Apsis. In diese Zeit datiert auch der Baubeginn eines viereckigen Turms an der westlichen Stirnseite der Kirche. Er wurde aber erst im frühen 13. Jahrhundert fertiggestellt. Im zweiten Drittel des 13. Jahrhunderts erfolgten Veränderungen am Gebäude: Die runde romanische Apsis wurde durch einen Chorschluss in frühgotischen Formen ersetzt und gleichzeitig das Chorjoch neu eingewölbt. Gleichzeitig entstand das heutige Hauptportal mit Vorhalle an der südwestlichen Ecke des Langhauses. Im späten 15. Jahrhundert erhielten Vierung und Querhaus ein neues Gewölbe, während das Langhaus in der Zeit des Barocks eine neue Stuckdecke erhielt. Weitere Veränderungen im 18. Jahrhundert fanden ausschließlich im Inneren statt. 1766 wurde der Boden um etwa 40 Zentimeter bis auf die Höhe des Chors aufgeschüttet, und im Jahr 1790 erhielt die Kirche einen neuen Innenanstrich. Im selben Jahr oder schon 1789 kam eine neue Kanzel in die Propsteikirche. Bereits 1788 hatte das Kloster der Kirche an ihrer Südseite eine Sakristei anfügen lassen. Zu jener Zeit war sie schon nicht mehr reine Propsteikirche, sondern hatte auch die Aufgaben einer Pfarrkirche für Hirzenach übernommen, weil die alte Hirzenacher Pfarrkirche baufällig geworden war und dort keine Gottesdienste mehr abgehalten werden konnten. Es ist nicht klar, wann genau die Klosterkirche offizielle Pfarrkirche wurde und das Patrozinium zum heiligen Bartholomäus wechselte, aber spätestens nach der Aufhebung der Hirzenacher Propstei durch die französische Regierung im Jahr 1802 war dies der Fall. Auf deren Anordnung hin wurden die Fenster des Kirchenchors ausgebaut und in den Louvre nach Paris gebracht.
Im 19. Jahrhundert waren größere Instandsetzungen nötig. 1839 musste ein Rundturm an der südlichen Außenseite des Chors wegen Baufälligkeit niedergelegt werden, 1888 folgte auch der Abriss seines nördlichen Pendants. Nach einer Bauaufnahme des Architekten Heimann im Jahr 1871 erfolgte eine erste Restaurierung im Inneren und eine Neuausstattung des Altarraums. 1914 bis 1916 wurde auch das Äußere der Kirche restauriert, wofür 11.000 Mark veranschlagt wurden. In der Zeit von 1968 bis 1970 fand unter Otto Spengler aus Mainz eine erneute, umfassende Restaurierungskampagne statt, während der 1969/1970 auch Ausgrabungen durchgeführt wurden. Bei der Restaurierung erhielt die Kirche einen neuen Dachstuhl und das mittelalterliche Bodenniveau des Langhauses zurück. Die archäologische Grabung legte dort zudem vierzehn alte Gräber frei. Viele der historistischen Ergänzungen aus dem 19. Jahrhundert wurden wieder entfernt oder rückgebaut, um den spätmittelalterlichen Zustand wiederherzustellen. So wurden zum Beispiel der neugotische Hochaltar und der neoromanische Volksaltar aus dem Kirchenraum entfernt. Lediglich der Taufstein von 1878 wurde in der Kirche belassen. Die Denkmalschützer verzichteten auch auf die Rekonstruktion der neoromanischen Wand- und Deckenmalereien des Düsseldorfer Malers J. Schneider in Apsis und Chor. Im Gegenzug legten sie 1968 übertünchte Gewölbemalereien mit Rankenmotiven im Querhaus wieder frei. Die Flachdecke des Langhauses aus der zweiten Hälfte des 18. Jahrhunderts wurde 1970 durch die heutige ersetzt.

## Beschreibung
St. Bartholomäus steht, ausgerichtet in Ost-West-Richtung, auf terrassiertem Gelände zwischen der einstigen Pfarrkirche und dem Propsteigebäude von Hirzenach und beherrscht mit diesen das Ortsbild. Sie ist von einem Friedhof umgeben, der von einer Mauer eingefasst ist. Im südlichen Bereich ist dies zum Teil noch die originale Bruchsteinmauer aus der Entstehungszeit. In die Mauer eingelassen finden sich einige Kreuze aus Basaltlava. Zwei davon stammen noch aus der zweiten Hälfte des 16. Jahrhunderts.

### Architektur

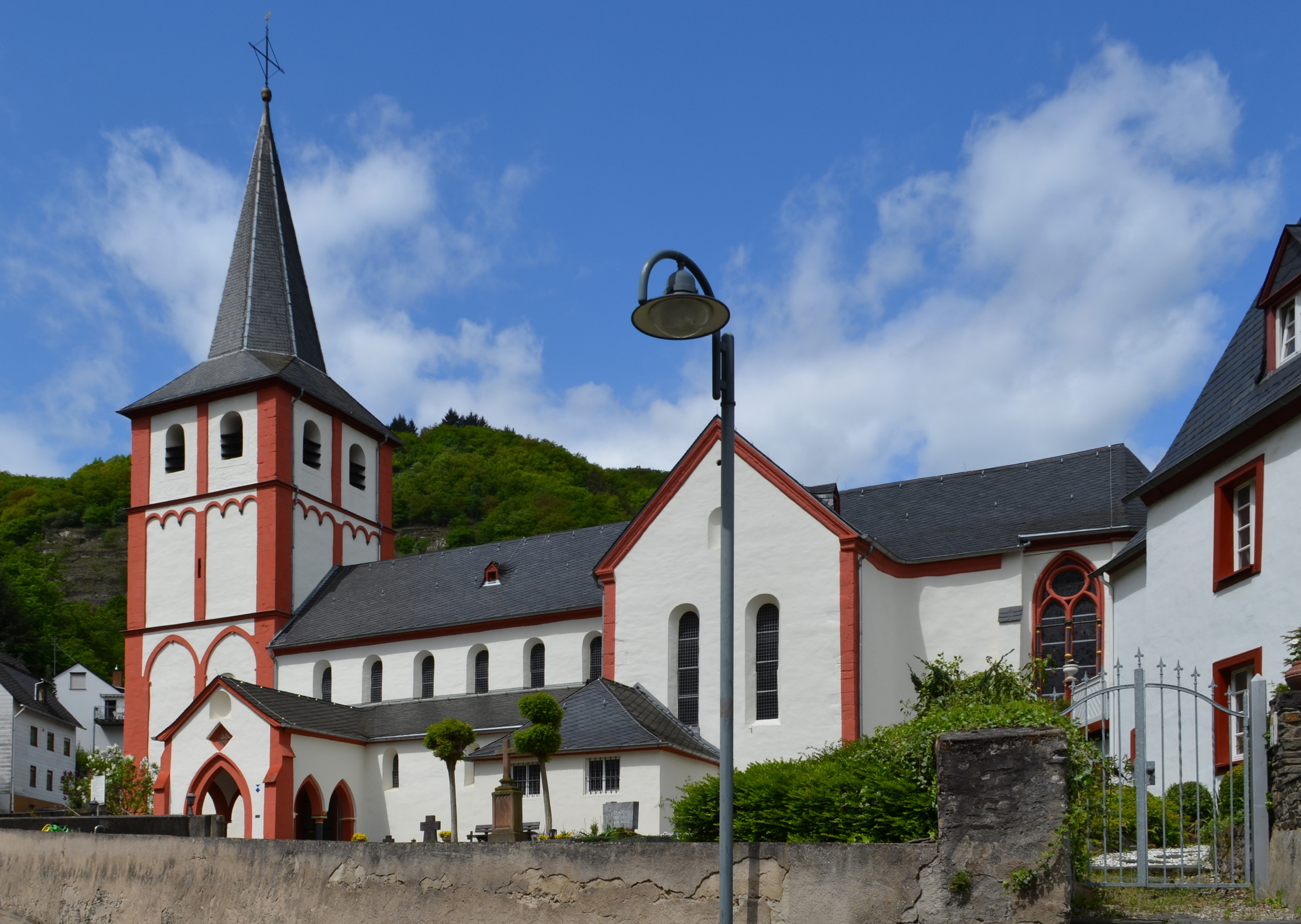
Ansicht der Kirche von Südosten

Die Kirche ist eine dreischiffige Pfeilerbasilika mit kurzem Querhaus, die zu einer bestimmten Gruppe salischer Kirchen gehört. Diese folgt dem Bauschema der Kirche der Siegburger Mutterabtei St. Michael. Im Unterschied zu dieser besitzt die Hirzenacher Kirche aber keine Krypta, vermutlich weil der gewachsene Felsen, auf dem sie gebaut worden ist, einen solchen Raum sehr aufwändig gemacht hätte. Das Mauerwerk besteht aus verputztem Bruchstein aus der Umgebung. Bei Gewänden, Entlastungsbögen, Maßwerk und Eckquaderungen kamen Tuff, Schieferplatten und Trachyt zum Einsatz. An der westlichen Stirnseite des Baus steht ein quadratischer Westturm mit vier Geschossen und achteckigem Knickhelm, der wohl ein früheres Pyramidendach ersetzte. Auf Mittelschiff und Querhaus sowie auf dem Chor sitzen schiefergedeckte Satteldächer. Die Seitenschiffe sind von Pultdächern abgeschlossen, während die Apsis ein polygonales Dach besitzt.

#### Paradiesund Hauptportal
Das Hauptportal befindet sich an der südlichen Längsseite. Gewände und Archivolte des spitzbogigen Eingangs sind dreifach abgestuft und besitzen zwei eingestellte Rundstäbe mit frühgotischen Kapitellen. Das Typanon ist mit Malereien in Arabeskenform verziert. Dem Portal ist eine frühgotische Eingangshalle mit quadratischem Grundriss vorgebaut, die Paradies genannt wird. Sie ist an ihren drei Außenseiten durch spitzbogige Arkaden offen gestaltet. In den Hallenecken stehen gebündelte Säulen mit einfachen Kelchkapitellen, die ein gedrücktes Kreuzrippengewölbe mit Birnstabrippen tragen.

#### Westturm
Der wuchtige Westturm der Kirche ist genauso breit wie das Mittelschiff. Er ist von außen nur über eine hochgelegene Rundbogenpforte an der Nordseite seines ersten Obergeschosses zu betreten. Zu ihr führt eine moderne Holztreppe hinauf. Die Turmfassade ist durch farblich abgesetzte Mittel- und Ecklisenen vertikal gegliedert. Karniese, welche die Geschosse des Turms voneinander trennen, und ein Rundbogenfries dienen als horizontale Gestaltungselemente. Sie lassen gut erkennen, dass die Stockwerke von unten nach oben niedriger werden. Die beiden unteren Geschosse stammen noch aus dem 12. Jahrhundert stammen, während die oberen Etagen im 13. Jahrhundert entstanden. Ihre rundbogigen Klangarkaden sind aber nicht mittelalterlich, sondern eine Zutat aus der Frühen Neuzeit. Die Geschosse im Inneren stimmen nicht mit der Fassadeneinteilung überein. Die beiden unteren Geschosse sind an der Außenseite durch spitzbogige Blendarkaden optisch zu einem zusammengefasst. Die Zugangspforte führt zu einem kleinen Vorraum, von dem die herrschaftliche Westempore betreten werden kann. Zudem ist von dort über eine schmale Treppe in der Mauerstärke die zweite Etage erreichbar. Die Empore wird auch Kaiserempore genannt und besitzt – ebenso wie das Erdgeschoss – ein Kreuzgratgewölbe. Von ihrem ursprünglichen Bodenbelag aus Schiefer ist noch ein kleines Stück in der Südostecke erhalten. Der übrige Teil wurde durch Betonboden ersetzt. Die beiden unteren Geschosse des Turms öffnen sich zum Langhaus durch große Rundbögen mit roter Quaderung. Der Fußboden des Erdgeschosses liegt etwa 40 Zentimeter höher als der Boden des Langhauses. Der Höhenunterschied wird durch drei Stufen überwunden.

#### Langhaus

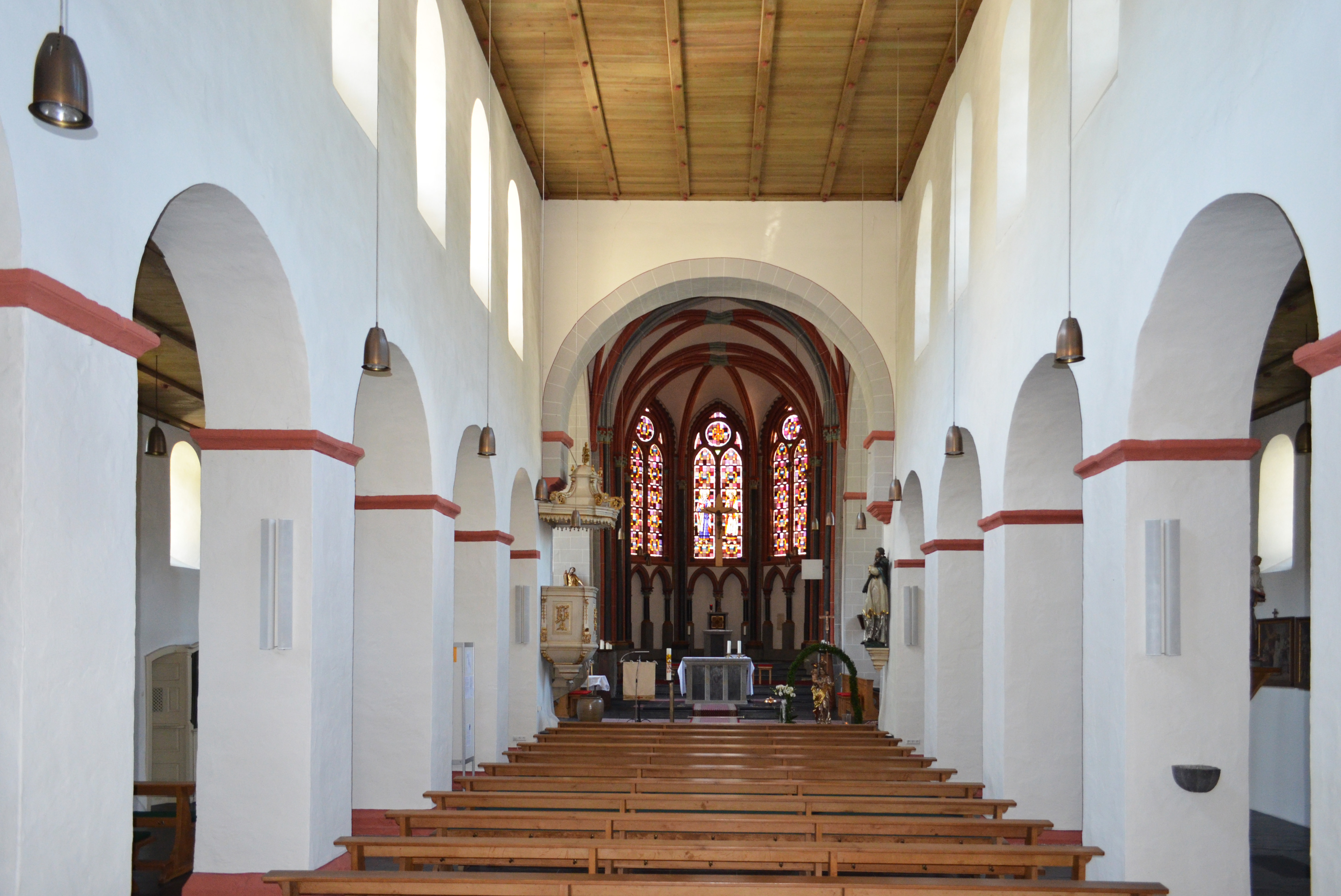
Blick vom Mittelschiff zum Chor

Im Inneren ist St. Bartholomäus genauso wie an der Außenseite vollflächig verputzt. Das Mittelschiff besitzt eine flache Holzdecke und an den Längsseiten jeweils fünf Arkaden, die auf quadratischen Pfeilern mit gefasten Basen und Kämpfern ruhen. Die rotbraune Fassung wurde während der Restaurierung Ende der 1960er Jahre nach historischen Vorbildern angebracht. Über den Arkaden liegen sechs rundbogigen Obergadenfenster. Sie sind ebenfalls das Resultat aus der letzten umfassenden Restaurierung. Die ursprünglichen kleinen romanischen Fenster waren in späterer Zeit zu größeren Spitzbogenfenstern verändert worden. Diese wurden Ende der 1960er Jahre rückgebaut, sodass sie nun wieder ihre anfängliche Form, nicht jedoch die ursprüngliche Größe haben.
Die Seitenschiffe sind etwa nur halb so hoch und halb so breit wie das Mittelschiff. Auch sie besitzen völlig schmucklose flache Holzdecken. Wie im Mittelschiff ist der Boden dort mit unregelmäßigen Schieferplatten belegt. Er ist eine Rekonstruktion des romanischen Fußbodenbelags der Kirche.

#### Querhaus, Chor und Apsis

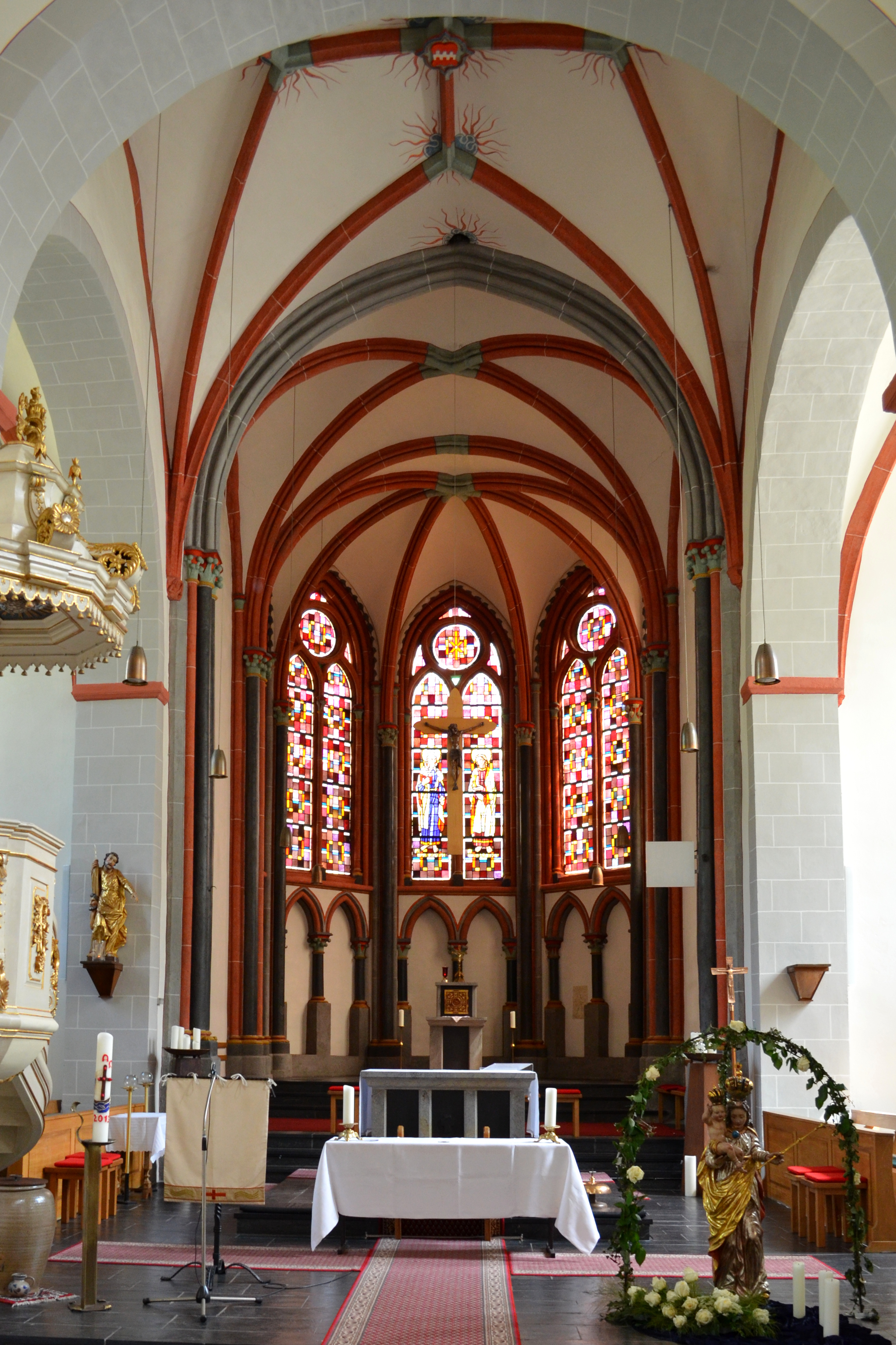
Chor und Apsis

Der Boden von Querhaus samt Vierung liegt 40 Zentimeter höher als der des Langhauses und somit auf gleichem Niveau wie der Fußboden des Westturms. Die Vierung ist von einem Sterngewölbe überspannt, dessen Schlussstein das aufgemalte Wappen des einstigen Propstes Roland von Waldenburg genannt Schenkern zeigt. In den beiden Querarmen gibt es zwei Türen. Die südliche führt in die Sakristei, während die nördliche Zugang zum Friedhof bietet. Das Tympanonfeld dieser Nordtür zeigt eine Vertiefung, in der sich früher vermutlich ein Relief befand.
Der sich anschließende frühgotische Chor hat nur die Länge von einem Joch. An ihn wiederum schließt sich an der östlichen Seite die Apsis mit Fünfachtelschluss an. Außen markieren sechs schlichte Strebepfeiler mit kleinen verschieferten Pultdächern die Ecken der Apsis. Dazwischen liegen fünf hohe, zweibahnige Spitzbogenfenster mit kreisförmiger Bekrönung. Zwischen ihnen sind die Strebepfeiler als flache Lisenen nach oben fortgeführt. Im Inneren sind die Wände der Apsis im unteren Bereich durch eine Blendarkatur aus paarweise gekuppelten Spitzbögen auf hohem Sockel gegliedert. Darüber nehmen die Fenster fast den gesamten verbliebenen Raum ein. Ihre heutige Verglasung stammt zum größten Teil aus den ersten Jahren nach dem Zweiten Weltkrieg. Drei von ihnen sind sehr schlicht gestaltet und bestehen lediglich aus zusammengesetzten quadratischen Gläsern mit einfachem Muster. Das Scheitelfenster zeigt etwa lebensgroße Figuren des heiligen Bartholomäus und des Johannes Evangelist. Die beiden Bahnen des westlichen Apsisfensters stammen noch aus der Zeit des Historismus und wurden 1887 gefertigt. Sie stellen Ostern und Pfingsten szenisch dar.

### Ausstattung

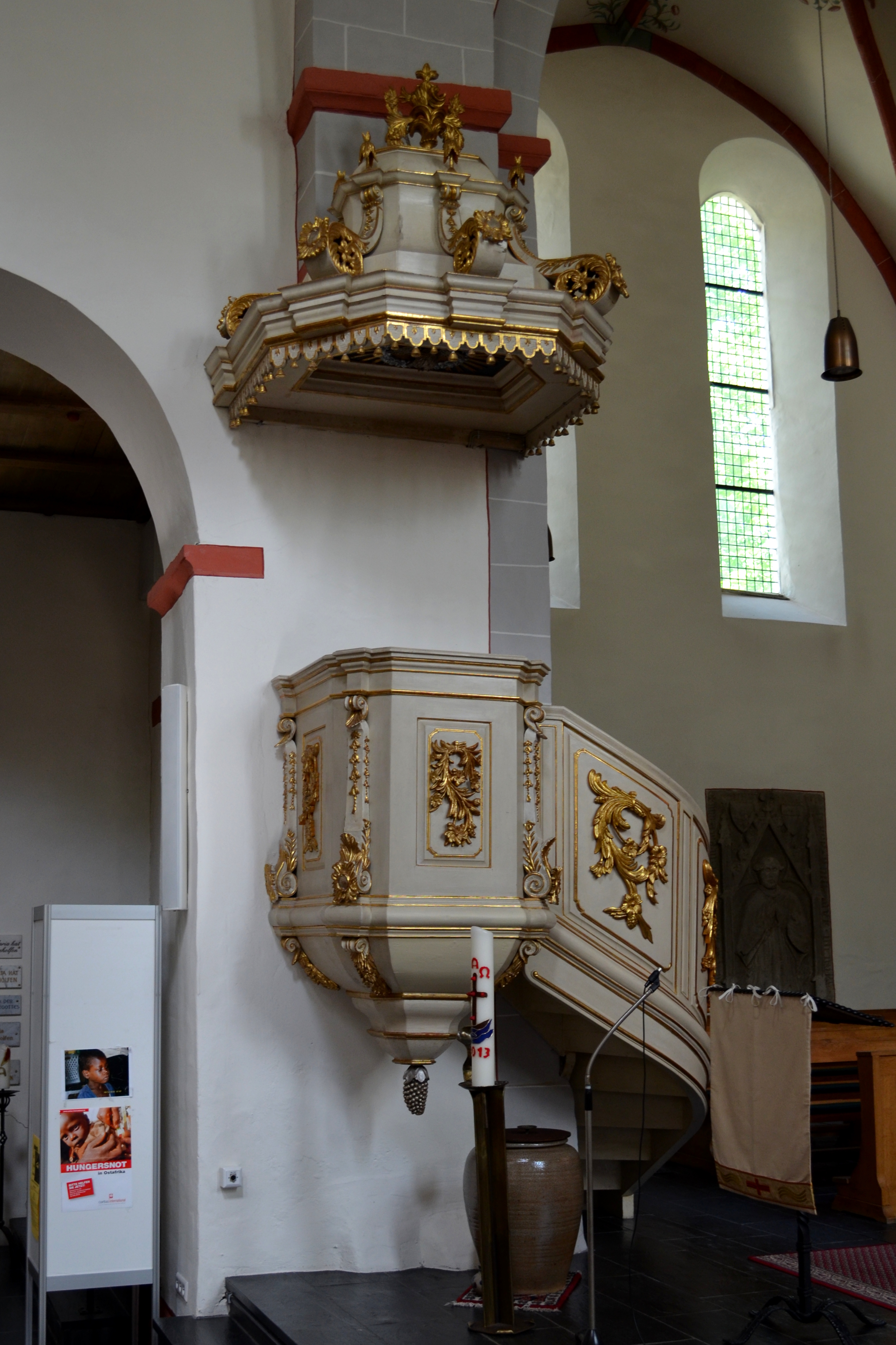
Kanzel

An der Nordwand des nördlichen Seitenschiffes hängen fünf alte Grabsteine, darunter vier von ehemaligen Pröpsten der Benediktinerabtei. Der älteste von ihnen ist vom Ende des 14. Jahrhunderts und war für den 1390 verstorbenen Johann (Lutter) von Kobern bestimmt. Ebenfalls aus Stein ist das Taufbecken mit neugotischem Maßwerk, das eines der wenigen historistischen Ausstattungsstücke ist, das nach der Restaurierung von 1968 bis 1970 in der Kirche bleiben durfte.
Die hölzerne Kanzel von 1789/1790 besteht aus einem Schalldeckel in Form einer geschweiften Haube mit Lambrequin und einem viereckigen Kanzelkorb mit vergoldetem Schnitzwerk. Die gleichen Schnitzereien finden sich auch an der Brüstung das Kanzelaufgangs, jedoch wurde dieser erst 1969 installiert.
Von kunsthistorischer Bedeutung sind vor allem vier Holzfiguren, die allesamt aus dem 18. Jahrhundert stammen. Eine Muttergottes-Statue datiert in das späte Rokoko und stammt vom selben Künstler, der auch eine Figur des heiligen Bartholomäus geschaffen hat. Daneben gibt es eine lebensgroße Statue des heiligen Johannes Nepomuk aus der Mitte des 18. Jahrhunderts. Im Erdgeschoss des Westturms steht – auf einer Konsole an der Westwand – eine farbig gefasste und vergoldete Figur des heiligen Benedikts. Sie wurde Anfang des 18. Jahrhunderts angefertigt und stand ursprünglich wohl in dem nicht mehr erhaltenen, barocken Hochaltar.